# Новента Падована
Новѐнта Падова̀на (на италиански: Noventa Padovana) е град и община в Северна Италия, провинция Падуа, регион Венето. Разположен е на 13 m надморска височина. Населението на общината е 11 281 души (към 2015 г.).